# Laurynas Mindaugas Stankevičius
Laurynas Mindaugas Stankevičius (Aukštadvaris, 10 d'agost de 1935 - Vílnius, 17 de març de 2017) fou un polític lituà, que va ocupar el càrrec de primer ministre entre el 15 de febrer i el 27 de novembre de 1996. Stankevičius formava part del Partit Democràtic Laborista de Lituània.
| Càrrecs públics                   | Càrrecs públics                                      | Càrrecs públics                                 |
| --------------------------------- | ---------------------------------------------------- | ----------------------------------------------- |
| Precedit per: Adolfas Šleževičius | Primer Ministre de Lituània (febrer - novembre) 1999 | Succeït per: Gediminas Vagnorius (segon mandat) |